# حاجي أباد شورة تشمن
حاجي أباد شورة تشمن هي قرية في مقاطعة سميرم، إيران. عدد سكان هذه القرية هو 30 في سنة 2006.